# Mikrogeophagus ramirezi
Microgeophagus ramirezi es una especie de peces de la familia Cichlidae en el orden de los Perciformes.

## Morfología
Los machos pueden llegar alcanzar los 7 cm de longitud total. De cuerpo comprimido lateralmente, tiene el vientre redondeado. Destaca por su colorido y por adoptar diferentes tonos de color en función de su estado de ánimo, cualidad que lo hace único, por la rapidez con que lo ejerce.

## Hábitat
Es una especie de clima tropical que vive entre 24 °C-30 °C de temperatura lo ideal sería los 26 a 27 grados de temperatura.

## Acuario
Debe ser mínimo de 60 L por pareja, bastante plantado para que los peces puedan encontrar cobijo y no gustan de una excesiva corriente. 
Un pH de 5.5 a 7. Es recomendable añadir alguna hoja de seca de Catappa que añadirá ese toque más natural, soltará taninos que son muy beneficiosos para el acuario y al descomponerse la hoja proporcionará una fuente de alimento secundaria.

## Reproducción
La reproducción es similar a la de otros cíclidos enanos. La hembra busca un sitio para desovar que previamente habrán limpiado. Más tarde el macho los fecundará y ambos padres cuidarán de ellos mientras estos maduran. Al tercer día comenzarán a eclosionar y los alevines consumirán su saco vitelino para pasados tres o cuatro días empezar a nadar libremente.

## Distribución geográfica
Se encuentran en Sudamérica: cuenca del río Orinoco en Venezuela y Colombia.

## Esperanza de vida
De 2 a 3 años aprox.